# Nadro

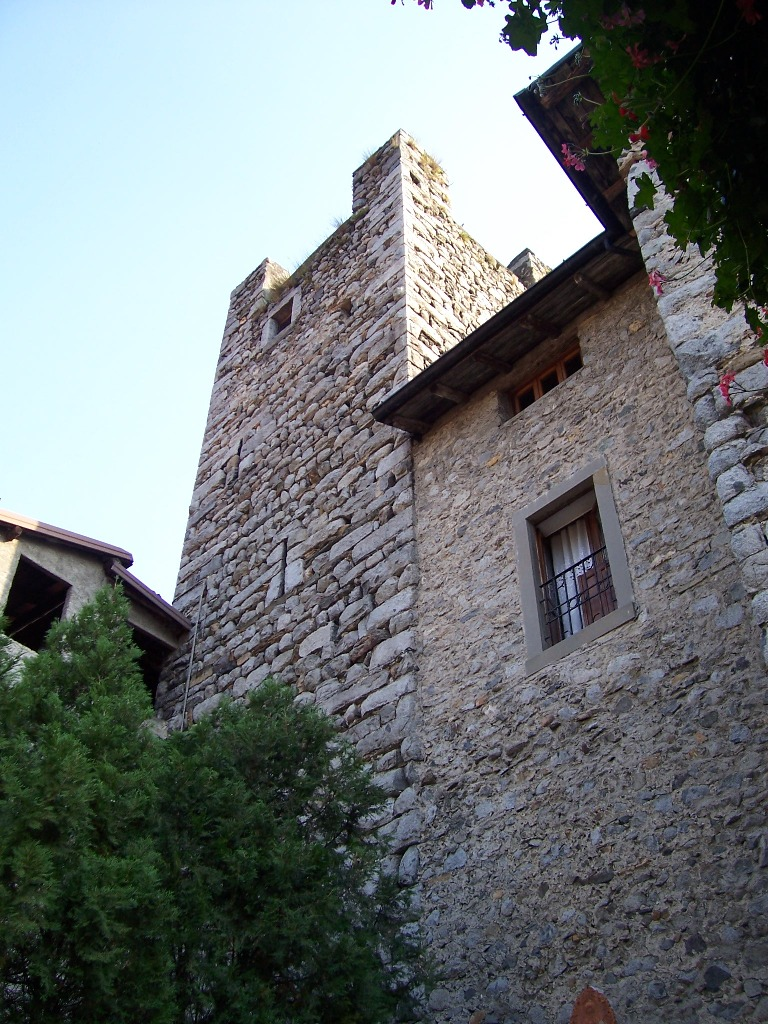
Casa-torre de Nadro.

Nadro (Nàder en dialecto camuno) es una fracción geográfica italiana de 655 habitantes situada en el  municipio de Ceto en el Valle Camonica.
A través de este pueblo se puede acceder a la Reserva natural de las incisiones rupestres de Ceto, Cimbergo y Paspardo, incluida en el sistema de las incisiones rupestres de Val Camonica